# Salix dasyclados
Salix dasyclados là một loài thực vật có hoa trong họ Liễu. Loài này được Wimm. miêu tả khoa học đầu tiên năm 1849.